# Vlajka Sachy

Sašská vlajka
Poměr stran: 1:2

Vlajka Sachy (Jakutska), jedné z autonomních republik Ruské federace, je tvořena listem o poměru stran 1:2, se čtyřmi pruhy: modrým, bílým, červeným a zeleným, o poměru šířek 12:1:1:2. Uprostřed modrého pruhu je bílé kruhové pole o průměru 2/5 šířky vlajky.
Bílá, modrá a červená barva jsou barvy ruské vlajky. Zelená symbolizuje tajgu, bílý kruh připomíná turkický původ sašského (jakutského) národa a také to, že Jakuti sami sebe nazývají „Děti bílého slunce“.

## Historie
Jakutská ASSR vznikla 27. dubna 1922, v rámci RSFSR.

Vlajka Jakutské ASSR (1926–1937) Poměr stran: 1:2
Vlajka Jakutské ASSR (1937–1939) Poměr stran: 1:2
Vlajka Jakutské ASSR (1939–1954) Poměr stran: 1:2
Vlajka Jakutské ASSR (1954–1978) Poměr stran: 1:2
Vlajka Jakutské ASSR (1978–1990) Poměr stran: 1:2

27. září 1990 byla za vyhlášena Deklarace státní suverenity. V říjnu 1991 byl zřízen post prezidenta republiky. Prvním prezidentem se v prosinci 1991 stal Michail Jefimovič Nikolajev.  Zároveň došlo ke změně názvu na nejprve Jakutská – Sacha SSR, poté na Republika Sacha (Jakutsko).

Vlajka Jakutské SSR (1990–1992) Poměr stran: 1:2

14. října 1992 přijala Nejvyšší rada zákon Sašské republiky č. 1158-XII o státní vlajce, platné dodnes. V článku č. 2 byla vlajka popsána (nevexilologickým způsobem). K zákonu byla připojena schematická kresba, která však zobrazovala kruhové pole o průměru 3/8 (namísto 2/5) šířky vlajky a střed pole byl umístěn od horního okraje ve vzdálenosti 7/16 šířky vlajky  (namísto 3/8).
Vlajka byla poprvé vztyčena 14. října 1992 v 17:50 místního času nad budovou Nejvyšší rady Republiky Sacha vedle vlajky Ruské federace.
Autoři vlajky byli Ljudmila Danilovna Slepcova, Michail Gavrilovič Srarostin a Ajina Petrovna Zacharova.

## Vlajka prezidenta Sachy (Jakutska)

Vlajka prezidenta Sachy (Jakutska) Poměr stran: 1:1

## Vlajky sašských (jakutských) ulusů

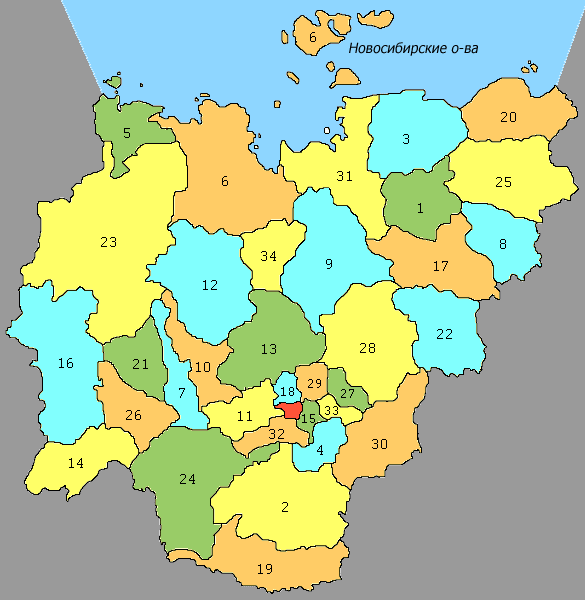
Rajóny (ulusy) Sachy (Jakutska)

Sacha (Jakutsko) se člení na dva městské okruhy a 34 ulusů (rajónů).
Městské okruhy

Chataj Poměr stran: 2:3
Jakutsk Poměr stran: 1:2

Ulusy (rajony)

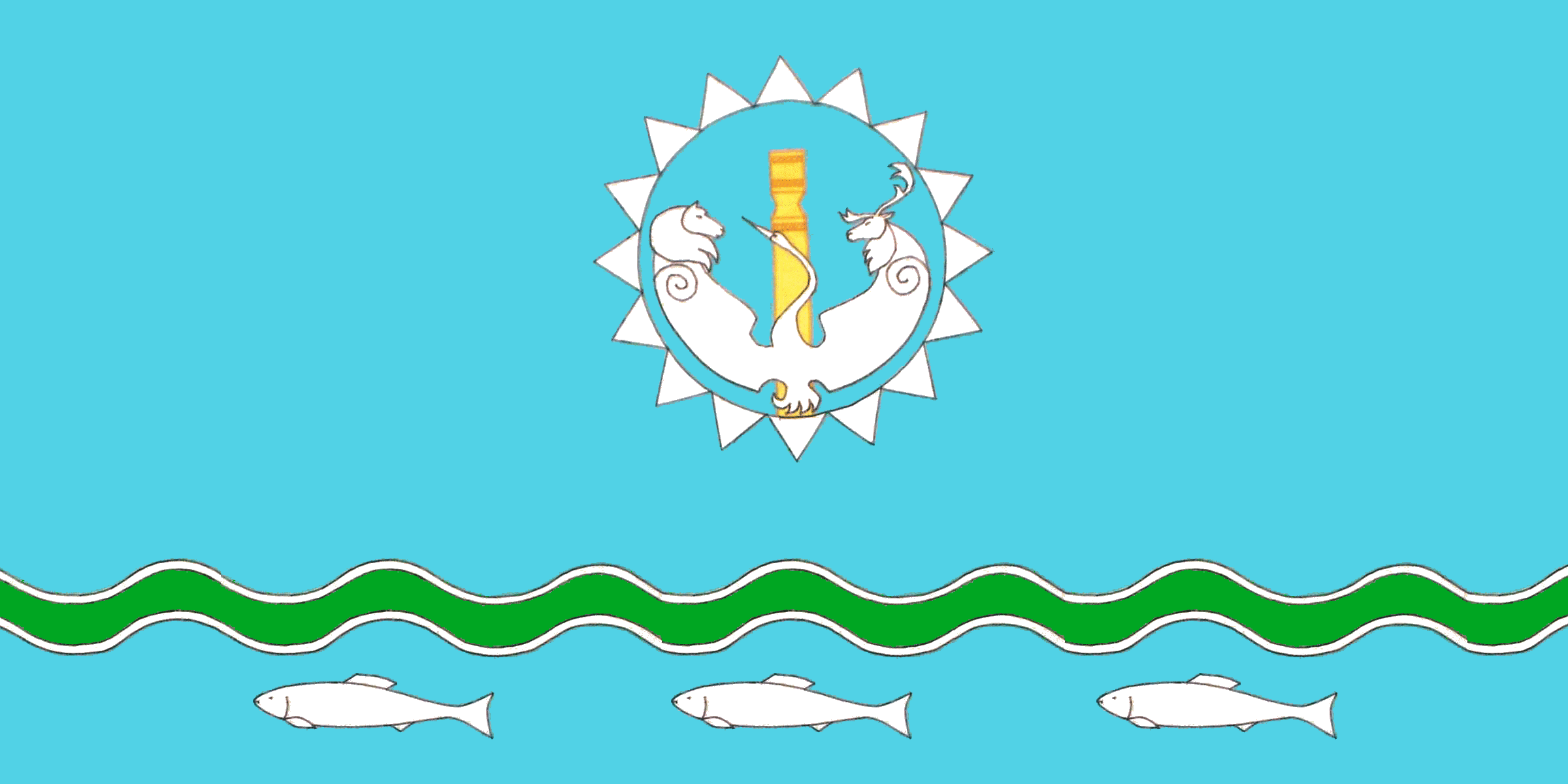
Abyjský ulus (1) Poměr stran: 1:2
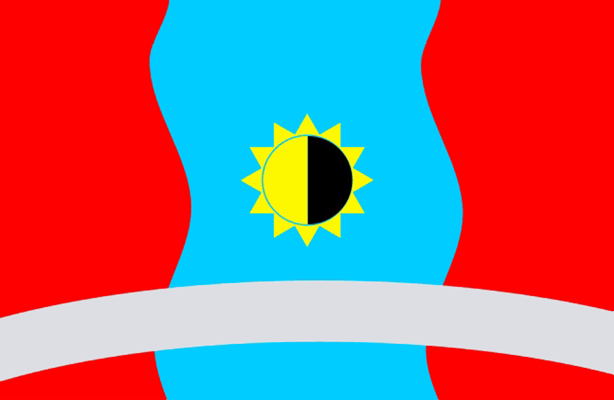
Aldanský ulus (2) Poměr stran: 2:3
Allaichovský ulus (3) Poměr stran: 2:3
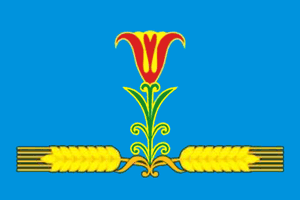
Amginský ulus (4) Poměr stran: 2:3
Anabarský ulus (5) Poměr stran: 2:3
Bulunský ulus (6) Poměr stran: 2:3
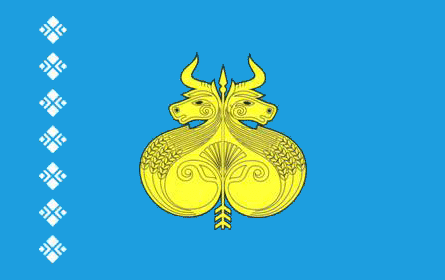
Verchněviljujský ulus (7) Poměr stran: 2:3
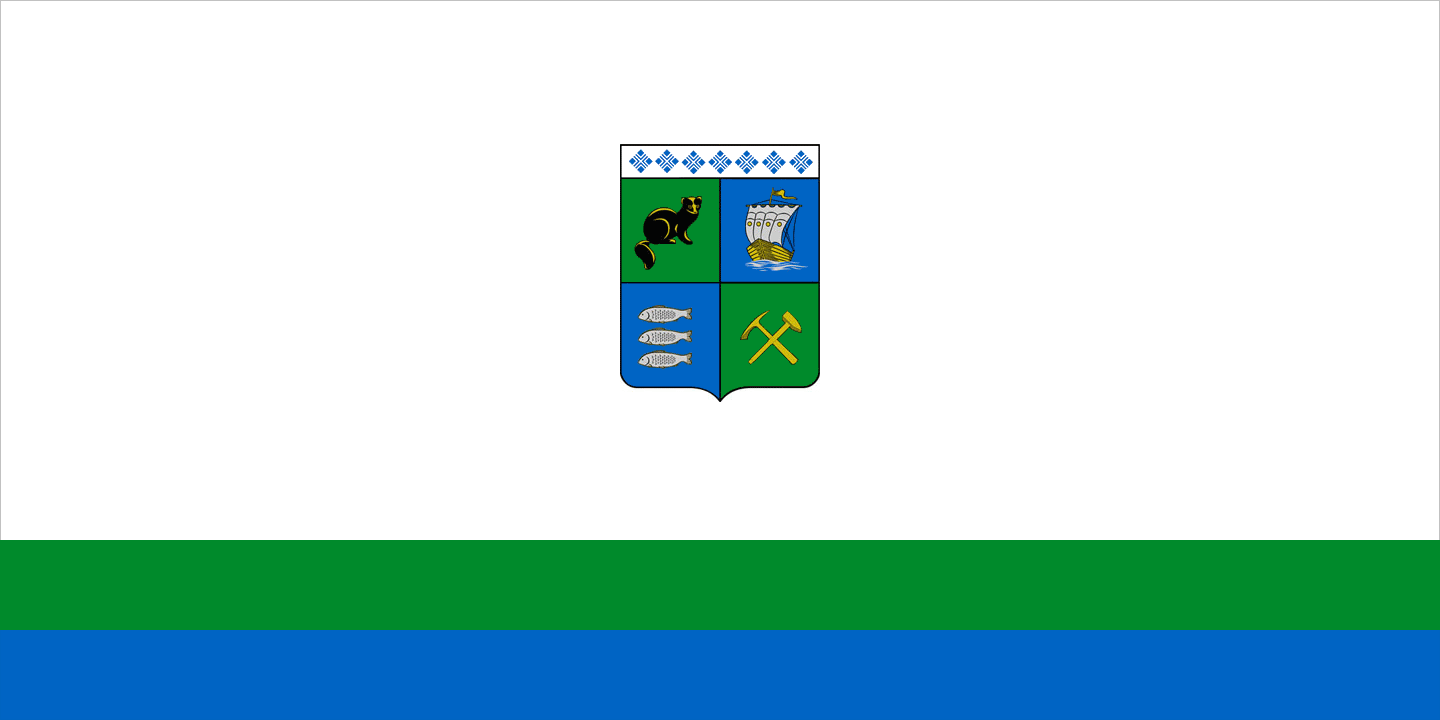
Verchněkolymský ulus (8) Poměr stran: 1:2
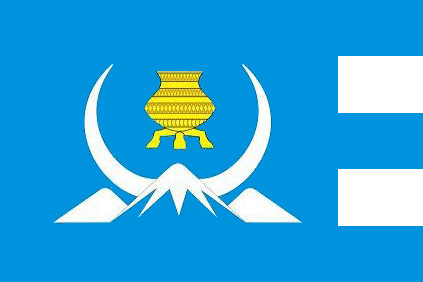
Verchojanský ulus (9) Poměr stran: 2:3
Viljujský ulus (10) Poměr stran: 2:3
Gornyj ulus (11) Poměr stran: 2:3
Žiganský ulus (12) Poměr stran: 2:3
Kobjajský ulus (13) Poměr stran: 2:3
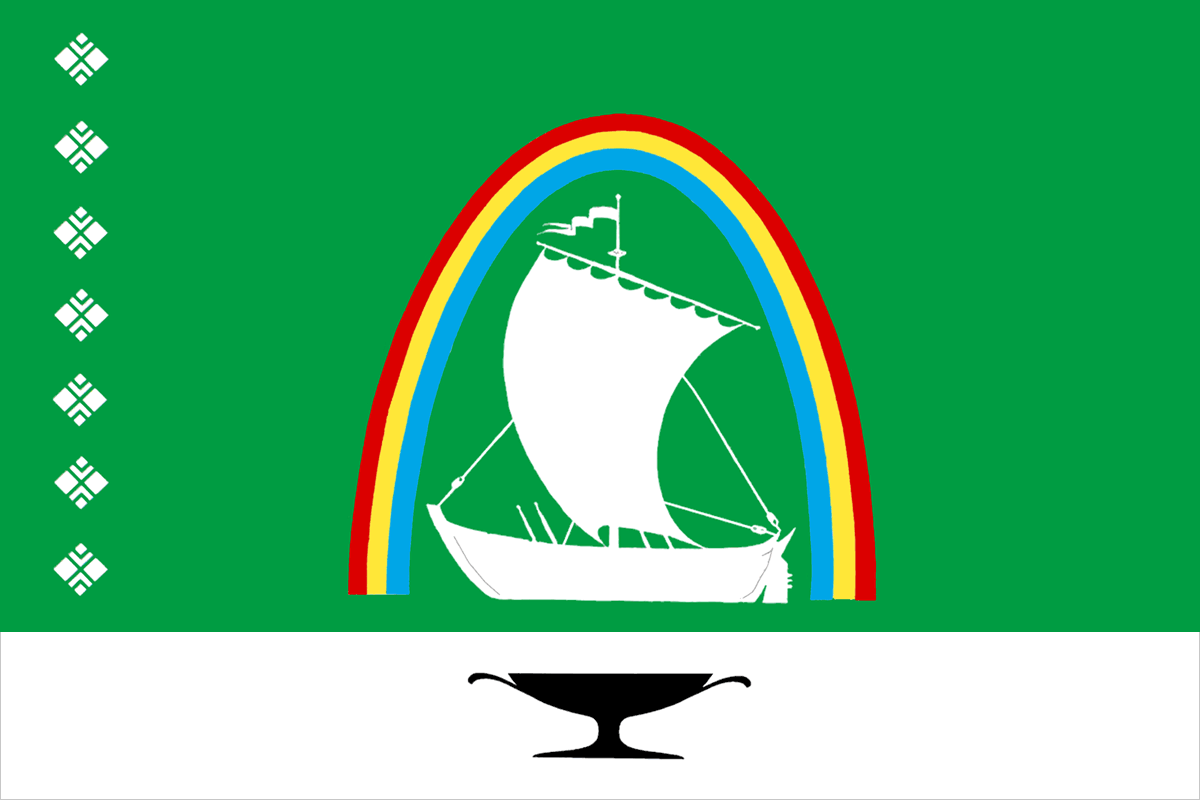
Lenský ulus (14) Poměr stran: 2:3
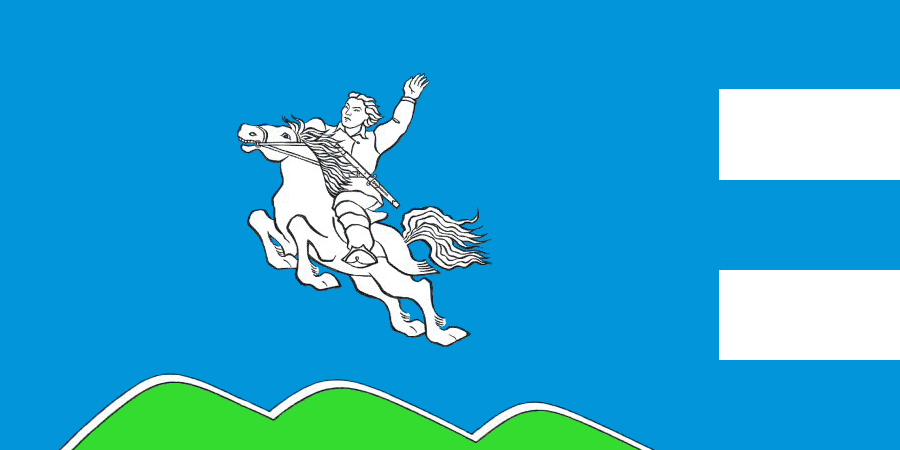
Megino-Kangalasský ulus (15) Poměr stran: 1:2
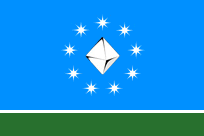
Mirninský ulus (16) Poměr stran: 2:3
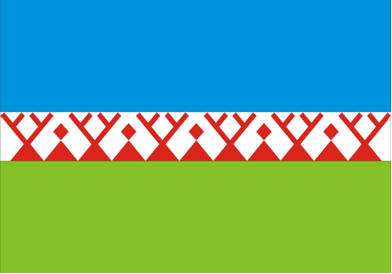
Momský ulus (17) Poměr stran: 2:3
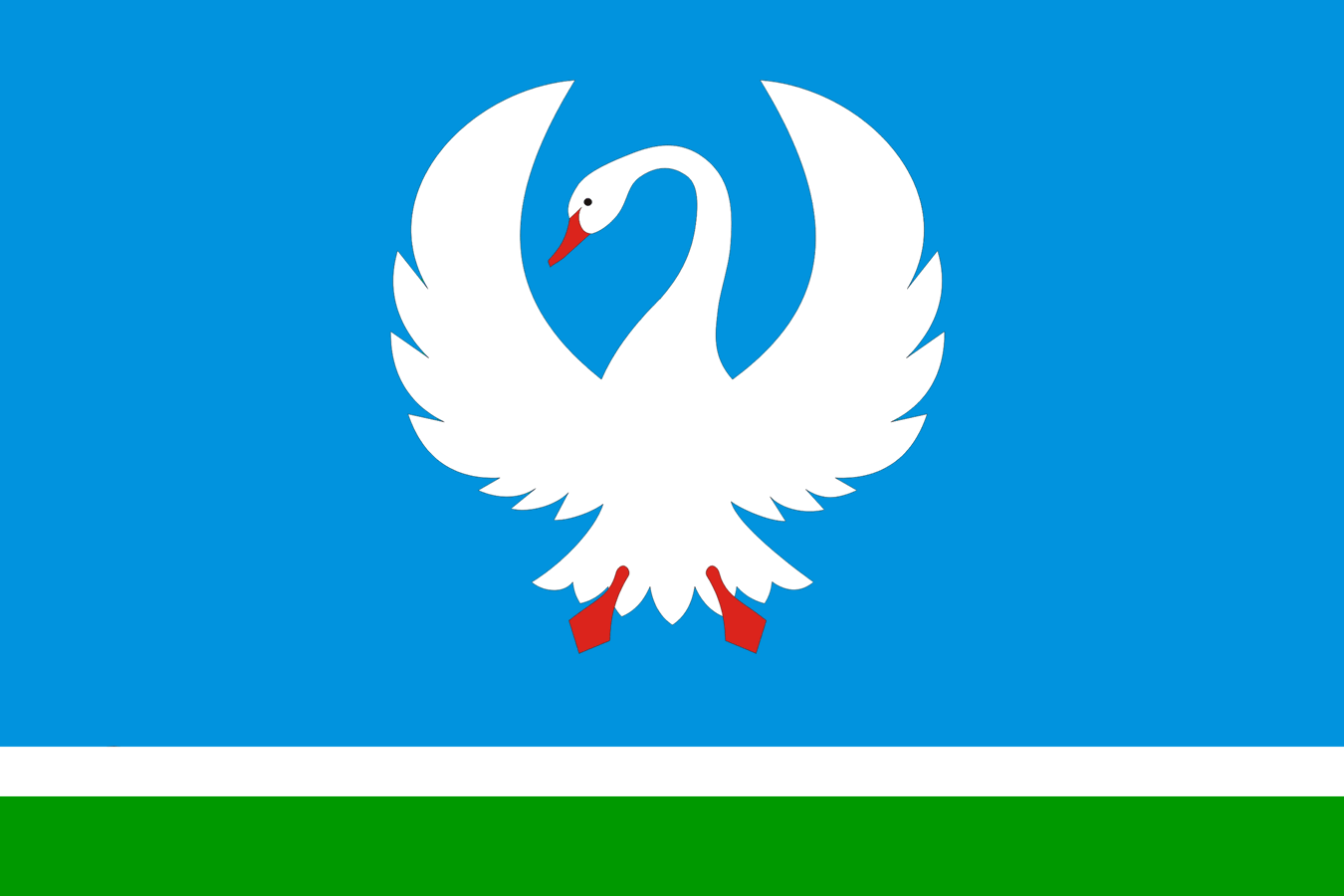
Namský ulus (18) Poměr stran: 2:3
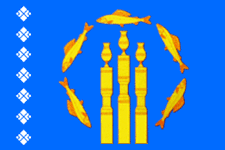
Něrjunginský ulus (19) Poměr stran: 2:3
Nižněkolymský ulus (20) Poměr stran: 2:3
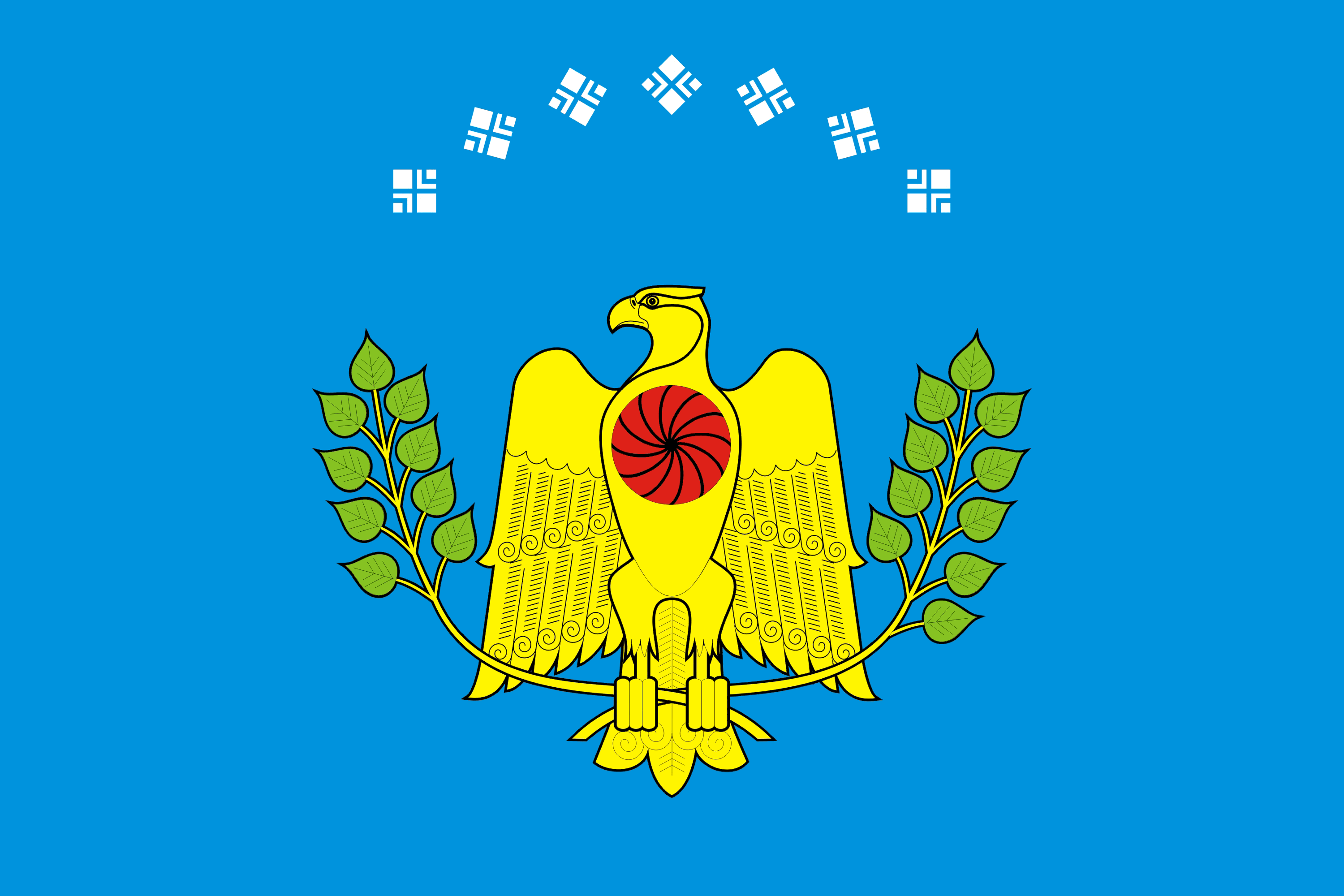
Njurbinský ulus (21) Poměr stran: 2:3
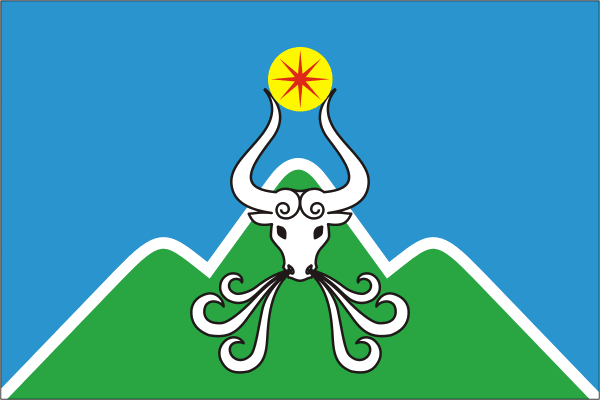
Ojmjakonský ulus (22) Poměr stran: 2:3
Oleňjokský ulus (23) Poměr stran: 2:3
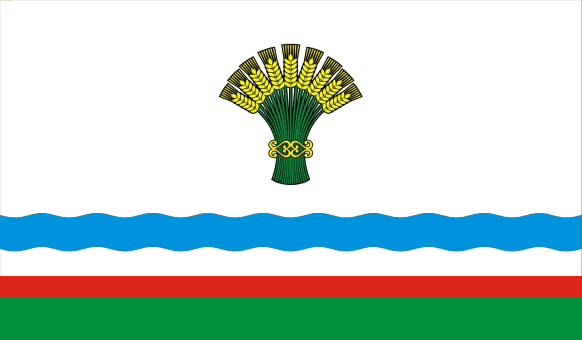
Olekminský ulus (24) Poměr stran: 1:2
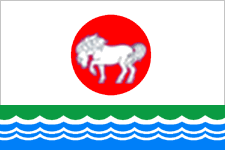
Sredněkolymský ulus (25) Poměr stran: 2:3
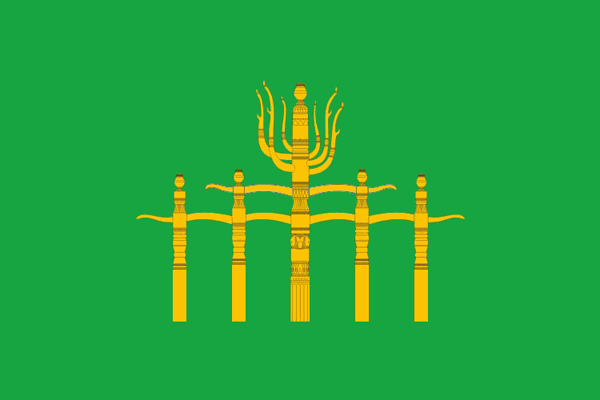
Suntarský ulus (26) Poměr stran: 2:3
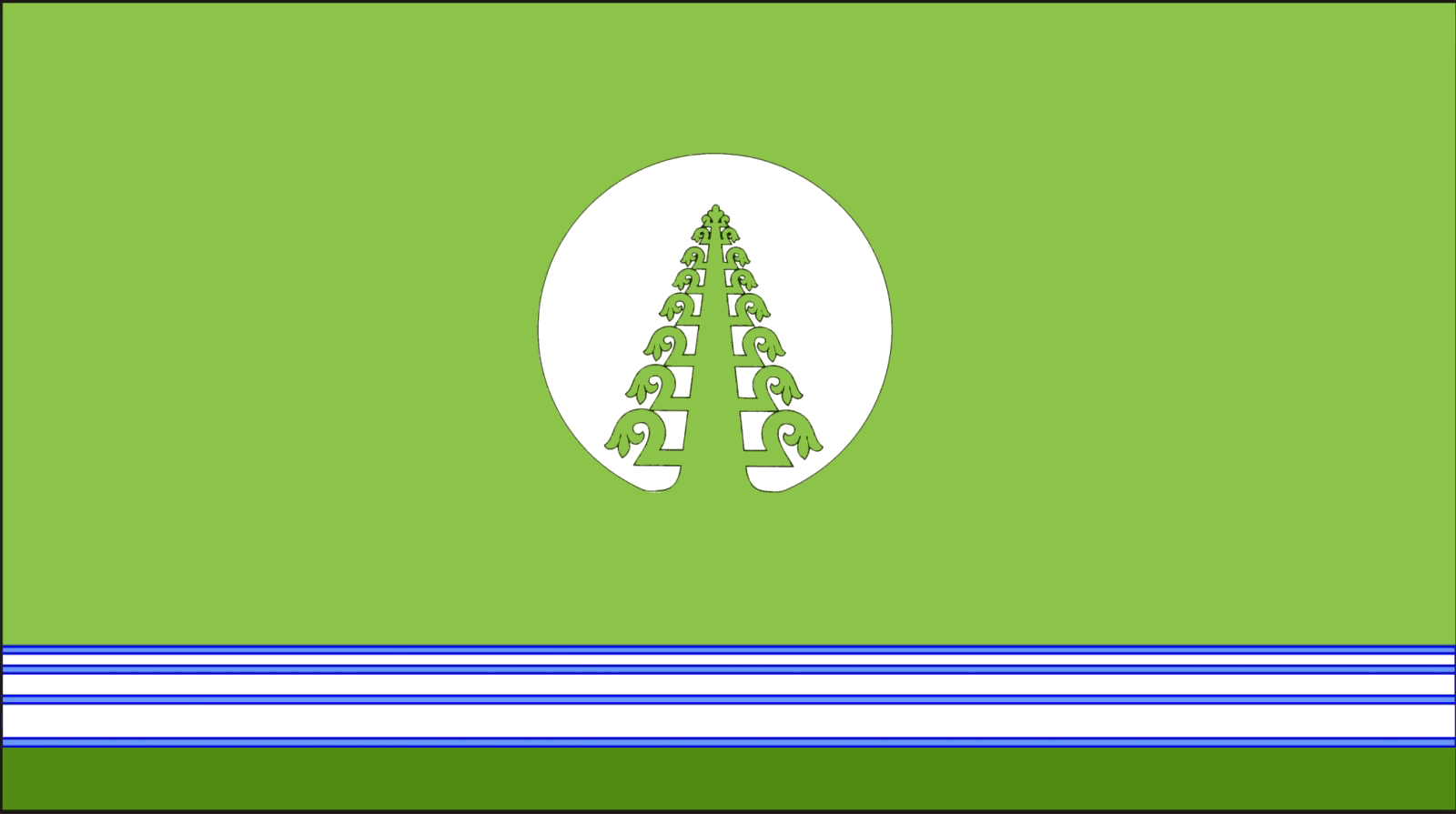
Tattinský ulus (27) Poměr stran: 1:2
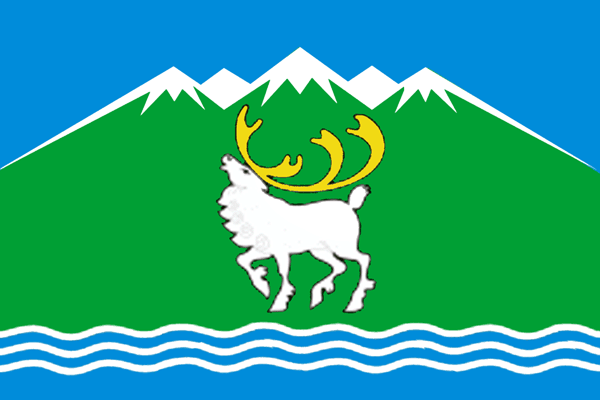
Tomponský ulus (28) Poměr stran: 2:3
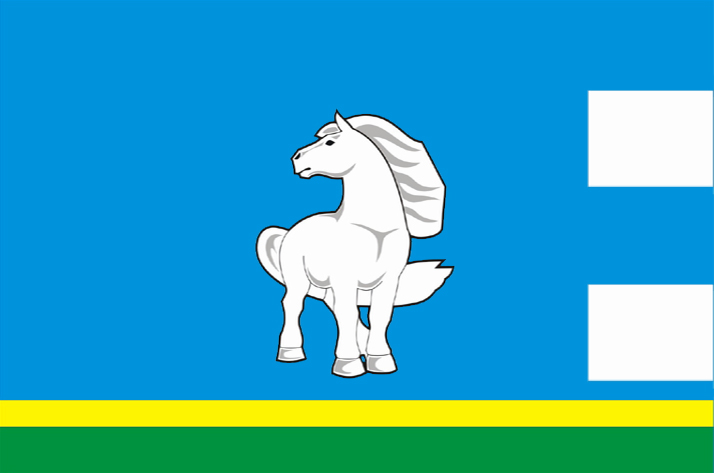
Usť-Aldanský ulus (29) Poměr stran: 2:3
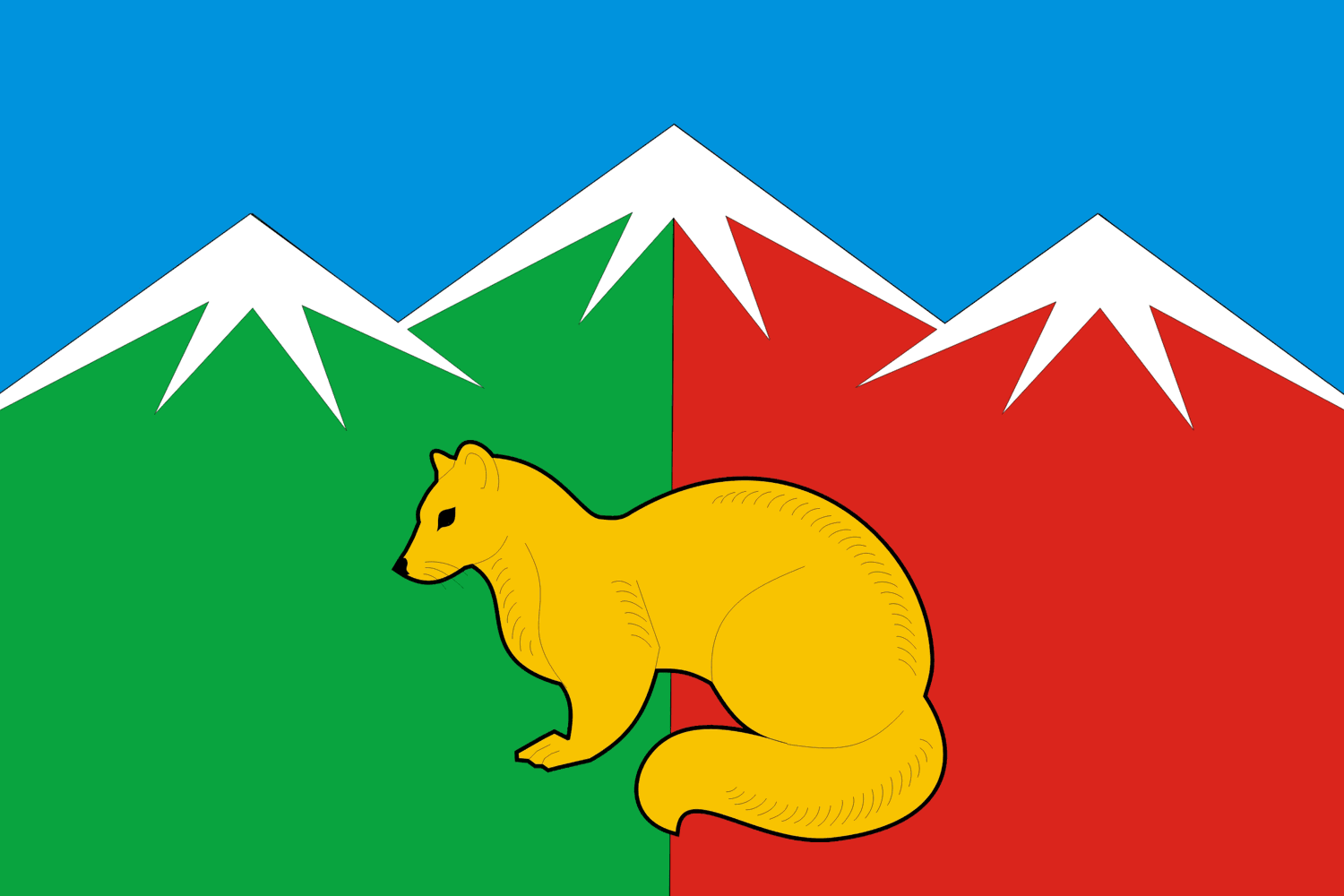
Usť-Majský ulus (30) Poměr stran: 2:3
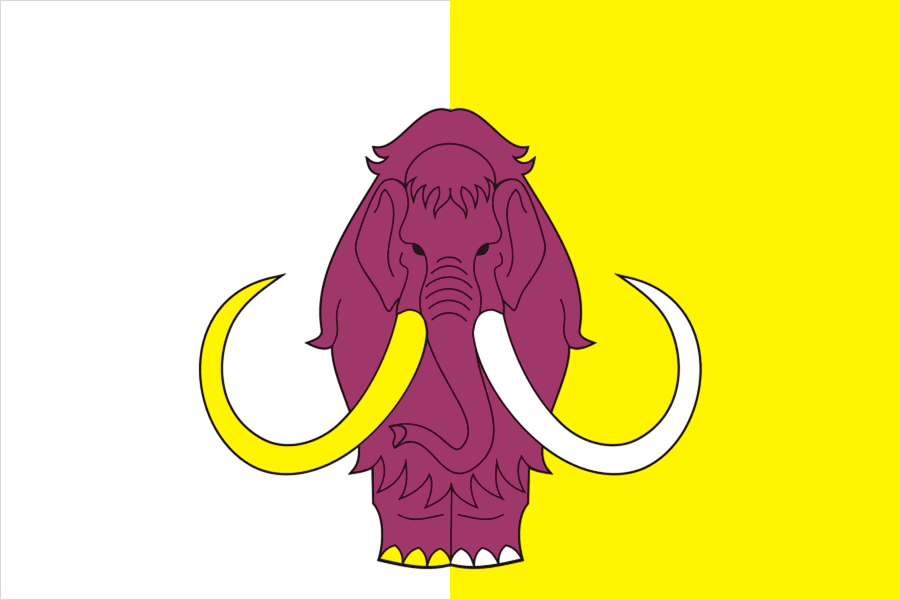
Usť-Janský ulus (31) Poměr stran: 2:3
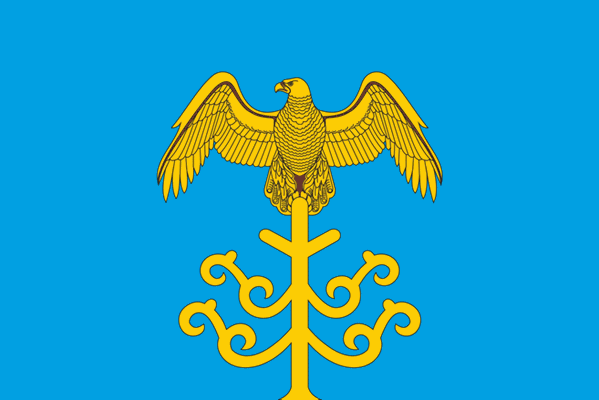
Changalasský ulus (32) Poměr stran: 2:3
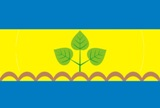
Čurapčinský ulus (33) Poměr stran: 2:3
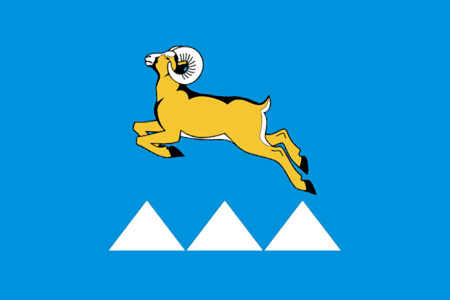
Eveno-Bytantajský ulus (34) Poměr stran: 2:3